# Physotarsus varicornis
Physotarsus varicornis là một loài tò vò trong họ Ichneumonidae.